# فيل وليامز
فيل وليامز (بالإنجليزية: Phil Williams)‏ (7 فبراير 1963 سوانزي المملكة المتحدة - ) هو لاعب كرة قدم بريطاني يلعب كلاعب وسط.